# New Live Dates Volume II
New Live Dates Volume II is een livealbum van Martin Turner's Wishbone Ash. Het album verscheen een jaar later dan met deel 1 en bevat opnieuw opnamen van de tournee die de band hield in 2006. Het album werd aangevuld met één nieuwe track opgenomen in de studio.

## Musici
- Martin Turner – zang, basgitaar
- Keith Buck – gitaar, zang
- Ray Hatfield – gitaar, zang
- Rob Hewins – slagwerk, percussie, zang

met
- Ted Turner – gitaar en zang Why don’t we en Jail bait.

## Muziek
| Nr. | Titel                 | Duur  |
| --- | --------------------- | ----- |
| 1.  | Silver shoes          | 6:15  |
| 2.  | Cosmic jazz           | 3:50  |
| 3.  | Diamond Jack          | 4:55  |
| 4.  | Master of disguise    | 4:35  |
| 5.  | F.u.b.b.              | 9:20  |
| 6.  | Come in from the rain | 3:10  |
| 7.  | Living proof          | 5:45  |
| 8.  | Blowin’ free          | 6:45  |
| 9.  | Why don’t we          | 10:05 |
| 10. | Jail bait             | 8:35  |
| 11. | Say goodbye           | 4:25  |